# Campeonato Africano de Atletismo de 2022 - Salto em distância masculino
A prova do salto em distância masculino do Campeonato Africano de Atletismo de 2022 foi disputada no dia 9 de junho, no Complexo Esportivo Nacional Cote d'Or, em Saint Pierre, na Maurícia.

## Recordes
Antes desta competição, os recordes mundiais e do campeonato nesta prova eram os seguintes:
|                       | Nome           | Nacionalidade  | Distância | Local         | Data                 |
| --------------------- | -------------- | -------------- | --------- | ------------- | -------------------- |
| Recorde mundial       | Mike Powell    | Estados Unidos | 8m 95 cm  | Tóquio        | 30 de agosto de 1991 |
| Recorde do campeonato | Ruswahl Samaai | África do Sul  | 8m 45cm   | Asaba         | 2 de agosto de 2018  |
| Recorde africano      | Luvo Manyonga  | África do Sul  | 8m 65cm   | Potchefstroom | 22 de abril de 2017  |

## Medalhistas
| Ouro                        | Prata                  | Bronze           |
| Thalosang Tshireletso (BOT) | Cheswill Johnson (RSA) | Amath Faye (SEN) |

## Cronograma
Todos os horários são locais (UTC+4). 
| Data       | Hora  | Evento |
| ---------- | ----- | ------ |
| 9 de junho | 16:30 | Final  |

## Resultado final
A final ocorreu dia 9 de junho às 16:30.
| Posição           | Atleta                | Nacionalidade   | #1    | #2    | #3    | #4    | #5    | #6    | Resultado | Notas |
| ----------------- | --------------------- | --------------- | ----- | ----- | ----- | ----- | ----- | ----- | --------- | ----- |
| Medalha de ouro   | Thalosang Tshireletso | Botswana        | 7.61v | 7.82v | 7.82v | x     | x     | x     | 7.82v     |       |
| Medalha de prata  | Cheswill Johnson      | África do Sul   | x     | x     | 7.78v | x     | x     | x     | 7.78v     |       |
| Medalha de bronze | Amath Faye            | Senegal         | 7.39w | x     | x     | x     | 7.70v | 7.70v | 7.70v     |       |
| 4                 | Adel Cupidon          | Ilhas Maurícias | x     | x     | 7.32w | 7.60v | 7.57w | x     | 7.60v     |       |
| 5                 | Yann Randrianasolo    | Reunião         | 7.40v | x     | 7.22w | x     | 7.57v | 7.37v | 7.57v     |       |
| 6                 | Thapelo Monaiwa       | Botswana        | 7.38v | 7.25v | 7.43v | 7.55v | 6.84v | 6.99v | 7.55v     |       |
| 7                 | Roméo N'Tia           | Benim           | 6.81v | x     | 7.38v | 7.05v | 7.44v | x     | 7.44v     |       |
| 8                 | Isaac Kirwa           | Quênia          | 7.27v | 7.36v | 7.37v | x     | x     | x     | 7.37v     |       |
| 9                 | Norman Chibane        | Botswana        | 7.29v | 7.06v | 7.21v |       |       |       | 7.29v     |       |
| 10                | Lys Mendy             | Senegal         | 7.04v | 7.21v | 7.01v |       |       |       | 7.21v     |       |
| 11                | Lazare Simklina       | Togo            | 7.19v | x     | x     |       |       |       | 7.19v     |       |
| 12                | Jovan van Vuuren      | África do Sul   | x     | x     | 7.15v |       |       |       | 7.15v     |       |
| 13                | Appolinaire Yinra     | Camarões        | x     | 6.62v | 7.08v |       |       |       | 7.08v     |       |
| 14                | Emile Condé           | Guiné           | 5.92v | x     | 6.02v |       |       |       | 6.02v     |       |

Legenda
| Recorde mundial       | Recorde mundial (World record)               |                       | Recorde africano                      | Recorde africano (African) |                                           | Q | Classificado por posição (Qualified) |
| Recorde do campeonato | Recorde do campeonato (Championship record)  | Recorde da América    | Recorde da América (Americas)         | q                          | Classificado por melhor tempo (Qualified) |   |                                      |
| Melhor marca do ano   | Melhor marca do ano (World leading)          | Recorde asiático      | Recorde asiático (Asian)              | DNS                        | Não largou (Did not start)                |   |                                      |
| Recorde nacional      | Recorde nacional (National record)           | Recorde europeu       | Recorde europeu (European)            | DNF                        | Não terminou (Did not finish)             |   |                                      |
| Recorde pessoal       | Recorde pessoal do atleta (Personal best)    | Recorde da Oceania    | Recorde da Oceania (Oceania)          | DSQ / DQ                   | Desclassificado (Disqualified)            |   |                                      |
| Recorde da temporada  | Recorde da temporada do atleta (Season best) | Recorde sul-americano | Recorde sul-americano (South America) | NM                         | Sem marca (No mark)                       |   |                                      |